# Autovía de Circunvalación de Alicante
La A-70 o autovía de Circunvalación de Alicante  es una de las dos autovías de circunvalación de la ciudad española de Alicante. En concreto es el primer cinturón de circunvalación, el que pasa más próximo a la ciudad, y que está libre de peaje, en contraposición al segundo cinturón que está englobado en la autopista del Mediterráneo AP-7 y es de pago. Hasta el cambio de denominación de carreteras de 2004 era parte de la autovía del Mediterráneo A-7, puesto que era la única vía de gran capacidad que pasaba por la capital alicantina. Pertenece a la Red estatal de carreteras de España que es competencia del Ministerio de Transportes, Movilidad y Agenda Urbana.

## Recorrido
Inicia su recorrido en el enlace con la AP-7 a la altura de Campello y prosigue en dirección Alicante, entre las poblaciones de Muchamiel y San Juan de Alicante. A continuación, bordea por el norte la ciudad de Alicante, pasando entre ésta y las poblaciones del área metropolitana como San Vicente del Raspeig. Finalmente, se dirige hacia Elche donde se incorpora a la A-7 y termina su trazado.

## Salidas
| Número                      | Nombre de salida                                                          | Carretera que enlaza |
| --------------------------- | ------------------------------------------------------------------------- | -------------------- |
|                             | Benidorm - Valencia - Castellón                                           | E-15 AP-7            |
| 5                           | San Juan - Muchamiel                                                      | N-332 CV-800         |
| Túnel de San Juan (1 840 m) |                                                                           |                      |
| 10                          | Alicante Avenida de Denia                                                 | N-332                |
| 14                          | Alicante - Villafranqueza                                                 | CV-822               |
| 17                          | Alicante - San Vicente del Raspeig - Alcoy                                | A-77                 |
| 21                          | Alicante - Madrid                                                         | A-31                 |
| 26                          | Aeropuerto de El Altet - IFA Torrellano N-340 El Altet - Santa Pola N-332 | N-338                |
| 34                          | Elche Ronda Este Monforte del Cid CV-850                                  | EL-20                |
|                             | Elche Ronda Oeste - Murcia - Cartagena                                    | E-15 A-7             |